# 宝石迷阵2
《宝石迷阵2》是一款由寶開遊戲开发和发行的宝石消除类益智游戏。《宝石迷阵2》作为《寶石方塊》的续作发布，引入了新的游戏机制，例如新的特殊宝石、额外新增的游戏模式，以及新的视觉和声音效果。
该游戏最初于2004年11月5日发布，发布后被移植到了多种游戏平台，包括游戏主机、智能手机和飞机娱乐的服务。

## 游戏玩法
与前作《宝石迷阵》一样，《宝石迷阵2》是关于交换两个相邻的宝石使其形成一排有三颗或更多相同颜色相连的宝石组合。当三颗宝石并排成一行时，它们就会消失，此时随机生成的宝石从顶部掉落填补空缺。有时，掉落的宝石会自动排列，引起连锁反应。如果玩家在游戏中无法找到匹配项，玩家可以使用提示按钮找到可用的匹配项，但要付出一定的代价，或者可以等待一段时间来触发自动提示功能而不会受到惩罚。

## 发布
《宝石迷阵2》最早于2004年11月5日在PC平台上发布。Astraware游戏公司为其开发适配了适用于Windows Mobile、Pocket PC和Palm OS移动平台的版本。
《宝石迷阵2 豪华版》于2005年11月22日在Xbox 360上发行，作为可下载的Xbox Live Arcade游戏。Xbox 360版本可在之后发布的Xbox One和Xbox Series X/S主机上游玩，支持向后兼容。2007年，该游戏与另一款PopCap开发的游戏《AstroPop》一起以《宝开热门游戏第一辑》（PopCap Hits! Volume 1）的名义在PlayStation 2上发布包含两款游戏的合集包。《宝石迷阵》分别于2009年1月29日和2010年6月29日，在PlayStation 3和PlayStation Portable的PlayStation Network上分别发布了的数字权利游戏。2010年6月14日发布了适用于Wii的WiiWare平台的版本，但缺少了私密游戏模式，而将系统内的Miis纳入游戏内容中。